# 昔伊買
昔伊買（?—?），是朝鮮三國時代新羅的王族、官员，昔氏。

## 生平
昔仇鄒是新罗第9代君主伐休尼師今的第二子，第10代君主奈解尼師今的父亲。根据《三国史记》记载，公元196年（伐休尼师今十三年）四月，伐休尼师今去世，昔伊買和王太子昔骨正都早逝。昔骨正的儿子昔助贲、昔沾解年幼，于是由昔伊買的儿子昔奈解即位，就是新罗第10代君主奈解尼師今。

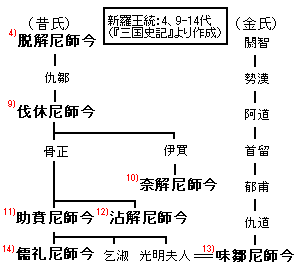
三国史记中的新罗国世系

## 家庭

### 祖父
- 昔仇鄒

### 父
- 伐休尼師今

### 妻
- 內禮夫人，生昔奈解

### 子
- 奈解尼師今